# Johann Martin Gehrig
Johann Martin Gehrig (* 29. Mai 1768 in Oberwittstadt bei Ravenstein; † 14. Januar 1825 in Aub) war ein deutscher katholischer Geistlicher.

## Leben

### Familie und Werdegang
Johann Martin Gehrig war der Sohn von Joseph Gehrig (* 1734; † 1823 in Aub), Schultheiß von Oberwittstadt; er hatte noch zwei Geschwister, von diesen war er das älteste Kind.
Bereits im Alter von sechs Jahren erlernte er unter Anleitung eines Organisten Klavier spielen und bekam bereits im Alter von acht Jahren Beifall auf der Orgel in der Kirche St. Peter und Paul von Oberwittstadt.
Er erhielt in Kupferzell und später im Schulseminar in Würzburg eine Ausbildung zum Lehrer, allerdings gefiel ihm diese Ausbildung nicht, darum begann er mit einem Theologiestudium im Priesterseminar in der Deutschordenskommende Mergentheim und darauf im Priesterseminar Mainz; das Interesse für dieses Studium wurde vermutlich durch seinen jüngeren Bruder Johann Gehrig, später Pfarrer in Gereuth, angeregt.
Nachdem Mainz durch Adam-Philippe de Custine besetzt worden war, ging er zum weiteren Philosophie- und Theologiestudium nach Würzburg, dort besuchte er die Vorlesungen von Adam Joseph Onymus (1754–1836) und Gregor von Zirkel.
1794 wurde Johann Martin Gehrig in das geistliche Seminar in Würzburg aufgenommen, in dem Gregor von Zirkel als Subregens tätig war und mit dem er später ein besonderes vertrauensvolles freundschaftliches Verhältnis pflegte; 1818 veröffentlichte er eine Biografie zu diesem. Am 21. September 1797 erfolgte seine Priesterweihe und er kam noch im gleichen Jahr nach Neckargerach als Kooperator zum dortigen Pfarrer.
1802 wurde er als Kaplan zum Pfarrer Rüger nach Schleerieth bei Werneck versetzt und hatte als solcher die Filiale Vasbühl und Egenhausen als Administrator excurrendo zu betreuen; dort hielt er abwechselnd den Gottesdienst, bis Egenhausen eine selbstständige Pfarrei wurde.
1809 erhielt er, durch die Bemühungen von Gregor von Zirkel, die Pfarrei Ingolstadt im Ochsenfurter Gau. Zu seiner Aufgabe als Pfarrer kümmerte er sich um die Schulen in seiner Pfarrei und verfasste zu diesem Thema auch Aufsätze in verschiedenen Zeitschriften. Nachdem dies nicht unbemerkt geblieben war, erhielt er vom Generalvikariat des Bistums Würzburg 1810 die Aufsicht über sämtliche Schulen im Distrikt, sodass er für 63 Schulen zuständig war.
Im Herbst 1818 wurde er in die Pfarrei des Landstädtchens Aub befördert und übernahm die katholische Stadtpfarrkirche Mariä Himmelfahrt.

### Geistliches und berufliches Wirken
Johann Martin Gehrig veröffentlichte seit seiner Zeit als Alumnus im geistlichen Seminar in Würzburg theologische Aufsätze und Rezensionen in der Literaturzeitung von Franz Karl Felder. In Schleerieth publizierte er anfangs anonym in der periodischen Zeitschrift Magazin für Prediger zur Beförderung des praktischen Christenthumes und der populären Aufklärung von Bonaventura Andres, ließ jedoch bald darauf seine Schriften unter eigenem Namen erscheinen.
Aufgrund seiner Leichtigkeit im Predigen wurde er häufig zu Gastpredigten eingeladen, so erhielt er 1810 vom Vikariat des Bistums Würzburg den Auftrag, mit einigen anderen Geistlichen das Missionsgeschäft in Heidingsfeld zu übernehmen; dies führt dazu, dass ihm nur zehn Tage Zeit zur Vorbereitung von zwölf Predigten in unmittelbar aufeinander folgenden Tagen blieben. Diese Predigten gab er später im Druck heraus.
In den letzten Jahren seines Lebens war er auch für die Leitung der Schullehrerkonferenzen von einem Teil des Distrikts verantwortlich.

## Schriften (Auswahl)
- Neue Sonn- und Festtagspredigten zur Beförderung einer sittlich-religiösen Denkart, vorzüglich unter dem Landvolke.
  - 1. Band. Bamberg; Würzburg: Göbhardt 1805.
  - 2. Band.  Bamberg; Würzburg: Göbhardt 1806.
  - 3. Band.  Bamberg; Würzburg: Göbhardt, 1806.
  - 4. Band.  Bamberg; Würzburg: Göbhardt 1806.
  - Nachtrag. Bamberg; Würzburg: Göbhardt 1809.
- Unterweisungen in dem Geschäfte der Buße und in einigen Uebungen der Andacht,  ertheilet bey der Mission zu Heidingsfeld von Johann Martin Gehrig, Pfarrer zu Ingolstadt im Großherzogthume Würzburg. Bamberg 1812.
- Materialien zu Catechesen.  Bamberg: 1813.
- Johann Martin Gehrig's Allerneueste Predigten und Predigt-Entwürfe für das ganze katholische Kirchenjahr.
  - 1. Band. Bamberg: Etlinger, 1816.
  - 2. Band.  Bamberg: Etlinger, 1816.
  - 3. Band. Bamberg; Würzburg 1816.
  - 4. Band. Bamberg; Würzburg 1816.
- Neuere Festpredigten zur Belehrung, Besserung und Beruhigung des Landvolkes. Bamberg und Würzburg 1817.
- Goldene Äpfel in silbernen Schalen: oder Wahrheiten in schöner Form. Bamberg 1818.
- Gregorius von Zirkel, Bischof zu Hippen und Weihbischof zu Würzburg. Würzburg: Göbhardt 1818.
- Andachts- und Erbauungsbuch für gebildete Katholiken. Bamberg 1819.
- Glossen zum Texte meiner Erfahrung: ein kleiner Beytrag zur Beförderung der Welt- und Menschenkenntniß. Bamberg: Gebhardt, 1819.
- Neueste Volkspredigten und Homilien auf alle Festtage des katholischen Kirchenjahrs.
  - 1. Band. Bamberg: Etlinger, 1819.
  - 2. Band.  Bamberg: Etlinger 1819.
  - 3. Band. Bamberg: Etlinger, 1819.
- Sonn- und festtägliche Predigten für das ganze katholische Kirchenjahr: nebst mehreren Predigt-Entwürfen und Gelegenheits-Reden.
  - 1. Band. Bamberg; Würzburg: Goebhardt 1820; Wien: Wimmer 1820.
  - 2. Band. Bamberg: Etlinger 1821.
  - 3. Band. Bamberg: Etlinger 1820.
  - 4. Band. Bamberg; Würzburg: Goebhardt 1820; Wien: Wimmer 1820.
- Die zehn Gebote Gottes im Geiste und Sinne Jesu aufgefaßt, erklärt und in Reden dem christlichen Volke vorgetragen: ein Handbuch für Seelsorger, Schullehrer und christliche Hausväter. Bamberg; Würzburg: in den Goebhardtischen Buchhandlungen, 1820.
- Die sieben Sakramente der katholischen Kirche in Predigten dem christlichen Volke und in Katechesen der christlichen Lehrjugend vorgetragen. Bamberg: Goebhardt 1820.
- Betrachtungen über die Leidensgeschichte Jesu Christi während der heiligen Messe, und ganz besonders in der heiligen Fastenzeit. Bamberg: Goebhardt, 1821.
- Andachts- und Erbauungsbuch für gebildete Katholiken. Bamberg und Würzburg: in den Göbhardtschen Buchhandlungen, 1822.
- Die Verehrung Gottes im Geiste und in der Wahrheit. Würzburg: Etlinger, 1824.
- Wie gelangt man zu der Ueberzeugung, daß das Christenthum Gottes-Werk sey? Würzburg: Etlinger'sche Buch- und Kunsthandlung, 1824.
- Beyträge zur Erziehungskunde: in Reden gehalten bey den Conferenzen oder Fortbildungs-Anstalten für Schullehrer im Königreiche Bayern.
  - 1. Band. Würzburg: Etlinger 1824.
  - 2. Band. Würzburg: Etlinger 1824.
  - 3. Band. Würzburg: Etlinger 1826.
- Gott ist die reinste Liebe: meine Betrachtung und mein Gebet. Würzburg: Etlinger, 1832.
- Kurze Geschichte der Bayern für Gewerbs-, Sonntags- und Wochen-Schulen. Würzburg 1835 (2. Auflage).
- Hinterlassene Fest- und Feiertags-Predigten: mit einigen Sonntags- und Gelegenheits-Predigten. Würzburg: Etlinger, 1840.
- Populäre Sonn- und Festtägliche Predigten und Homilien: nebst einigen Gelegenheits-Reden und einem Curse Fasten-Predigten. Würzburg: Etlinger, 1840 (3. Auflage).
- Sittenspiegel, oder: Beispiele der Tugend, aus der Profangeschichte : ein Lesebuch für Alle, besonders für die Jugend, auch zum Gebrauche für Katecheten und Schullehrer. Würzburg: Ettlinger 1841(4. Auflage).
- Die fromme Unschuld: Ein Lehr.- u. Gebetbüchlein für Kinder. Würzburg: C. Etlinger, 1843 (5. Auflage).
- Die Feier des Opfers Jesu am Kreuze, oder die heilige Messe der katholischen Kirche: in einem Curse Fasten-Predigten. Regensburg: Manz, 1857 (2. Auflage).